# Ugo Giannattasio
Ugo Giannattasio (geboren 8. Februar 1888 in Rom; gestorben 7. Juni 1958 in Turin) war ein italienischer Maler, Schriftsteller und Kunstkritiker.

## Leben
Ugo Giannattasios Vater war ein italienischer Diplomat, der früh verstarb. Giannattasio besuchte in Rom die Scuola libera del nudo der Accademia di Belle Arti di Roma. Ab 1909 hielt er sich in Paris auf und freundete sich mit Gino Severini und Arturo Ciacelli an. Er nahm auch die Einflüsse der Fauves auf. 1911 suchte er Kontakt zu den Futuristen in Paris, unter denen aber Umberto Boccioni und Carlo Carrà seiner Mitgliedschaft widersprachen.  1912 und 1913 nahm er am Salon des Indépendants teil. 1913 war er Unterzeichner des von Guillaume Apollinaire initiierten Manifests L'Antitradition futuriste, manifeste synthèse. In Berlin zeigte Herwarth Walden 1913 im Ersten Deutschen Herbstsalon drei Bilder Giannattasios: La rue brutaliste, Vol planche und das auch im Katalog abgebildete Porträt des Malers Severini. Walden lud ihn 1914 erneut in die Galerie „Der Sturm“ in eine Ausstellung französischer Avantgarde ein. In Paris publizierte Giannattasio 1914 die Novelle Les contes du dimanche, für seinen 1919 geschriebenen Roman Gli spettacoli dell'altro mondo fand er dagegen keinen Verleger. Im April 1914 war Giannattasio endlich mit dem Bild Il Carosello in einer breiter angelegten internationalen Futuristenausstellung von G. Sprovieri in der Galleria Futurista in Rom vertreten.
Nach Ausbruch des Ersten Weltkriegs meldete er sich zur französischen Fremdenlegion und nach dem italienischen Kriegseintritt 1915 wurde er als italienischer Soldat in Frankreich und in Norditalien eingesetzt und verwundet. Für seine Kriegserlebnisse fand er lyrische Ausdrucksformen.
Giannattasio arbeitete ab 1918 als Kunstkritiker in Rom bei der Tageszeitung „Epoca“. 1920 heiratete er Renata Vaccaro und hatte mit ihr zwei Töchter. Für den Regisseur Achille Ricciardi (1888–1923) und dessen Teatro di colore entwarf er gemeinsam mit Enrico Prampolini Bühnenbilder, in denen  F. T. Marinetti  im Teatro Argentina dekadente Texte deklamierte.
Anfang der 1920er Jahre entwickelte er die futuristische „Maschinenkunst“ weiter und er schloss sich in der Zeit zwischen 1920 und 1923, wie die gesamte italienische futuristische Bewegung unter der Führung von Filippo Tommaso Marinetti, dem Faschismus an.
Um 1922 wandte er sich vom futuristischen Malstil ab und gab schließlich 1935 die Malerei ganz auf, als er sich für den italienischen Kolonialkrieg gegen das Kaiserreich Abessinien mobilisieren ließ. Er kehrte erst kurz vor Ausbruch des Zweiten Weltkriegs nach Italien zurück. Bis zum Sturz Mussolinis 1943 blieb er ein Anhänger der italienischen Kriegspolitik, wurde dann aber 1943 in der  Italienischen Sozialrepublik als Zwangsarbeiter für Deutschland rekrutiert. Von dort konnte er kurz vor Kriegsende entweichen und nach Italien zurückkehren, wo er sich 1946 mit Frau und Töchtern in Turin ansiedelte.
Giannattasio wandte sich nun der nichtfigürlichen, avantgardistischen Malerei zu und hatte eine neue Schaffensphase im Umkreis des Informel.